# Aggrey Morris
Aggrey Morris Ambrous (Mafunzo, 12 marzo 1984) è un ex calciatore tanzaniano, di ruolo difensore.

## Caratteristiche tecniche
È un difensore centrale.

## Carriera

### Club
Dopo aver militato nel Mafunzo, nel 2009 si è trasferito all'Azam.

### Nazionale
Ha debuttato nella nazionale tanzaniana l'11 agosto 2010 nell'amichevole Tanzania-Kenya (1-1), sostituendo il compagno Kelvin Yondani. Ha messo a segno la sua prima rete con la maglia della nazionale tanzaniana il 17 giugno 2012, in Mozambico-Tanzania (1-1).

## Palmarès

### Club

#### Competizioni nazionali
- Campionato di calcio della Tanzania: 1

Azam: 2013-2014
- Tanzania FA Cup: 1

Azam: 2018-2019